# Wedelia xylopoda
Wedelia xylopoda là một loài thực vật có hoa trong họ Cúc. Loài này được (Greenm.) B.L.Turner mô tả khoa học đầu tiên năm 2004.